# Via d'acqua

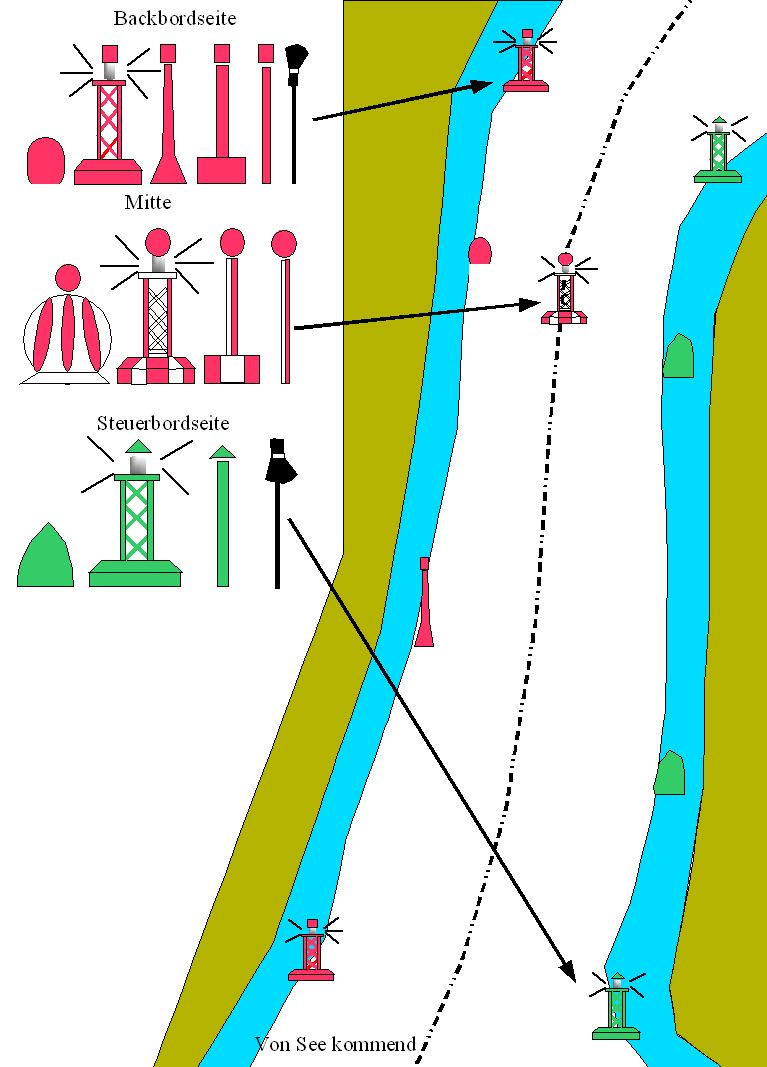
Sistema di segnalamenti di un canale

Una via d'acqua o idrovia è un canale navigabile, di origine naturale o artificiale, realizzata o utilizzata per gestire il traffico navale che collega l'entroterra con il mare aperto, equiparabile con un'arteria stradale. È quindi spesso dotato di un sistema di segnalamenti che ne rendono sicura la navigazione.

## Descrizione
Tipica delle regioni dotate naturalmente di un contesto geografico ricco di corsi d'acqua, ha nella sua funzione origini antichissime, seppure non regolamentata da normative appositamente studiate. I grandi fiumi europei hanno visto sorgere le comunità artigianali e commerciali grazie ad un sistema di collegamento navale che si può ritenere il precursore delle moderne idrovie, collegando i centri all'interno ai porti marittimi per gli scambi commerciali, in tempi non troppo antichi, nel più veloce sistema di collegamento allora esistente.
Il canale consente anche una opportunità di offerta alternativa nel turismo; ne è un esempio la Francia che, grazie alla sua fitta rete di canali navigabili e di chiuse per superare i dislivelli, è possibile visitare da un punto di vista originale ed alternativo alle classiche arterie di comunicazione.

## Idrovie nell'era moderna

### In Italia
L'idrovia più estesa oggi in Italia è quella del suo fiume maggiore, il Po, e dei pochi canali e tratti di fiumi navigabili nell'area padana, e l'Idrovia Fissero-Tartaro-Canalbianco appartiene a questo bacino. L'andamento stagionale, che influenza la portata dei fiumi, influenza pure tale sistema di trasporto, che quindi non può contare su una continuità assicurata di servizio. I porti fluviali più importanti si trovano quindi concentrati al nord, e sono: Cremona, Mantova, Pontelagoscuro e Ostellato (Ferrara).

### In Europa e nel resto del mondo

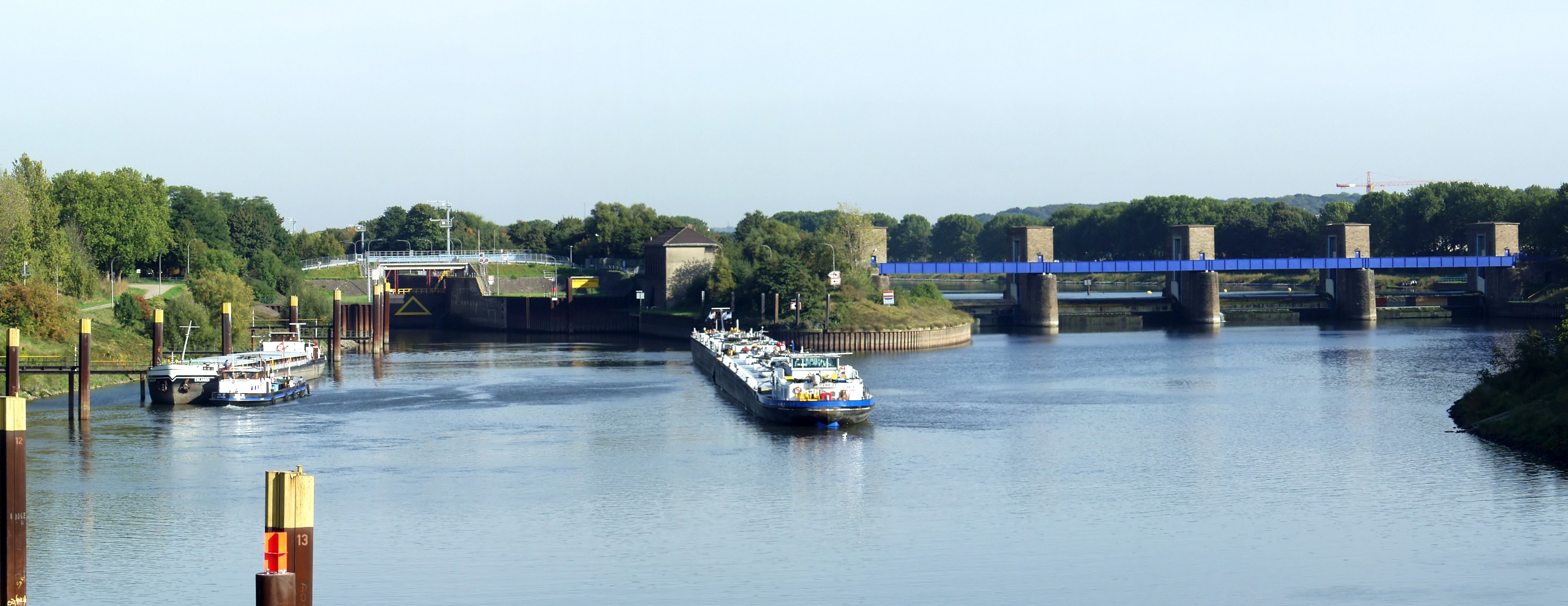
Il fiume Ruhr presso Ruhrort (Duisburg, Germania)

L'Europa attualmente è il continente con una rete di idrovie interne tra le più estese a livello mondiale. Tale rete è formata dai fiumi che interessano principalmente Francia, Germania, Austria e Italia: Reno, Ruhr, Elba, Mosa, Senna, Rodano, Danubio e Po. Un traffico di merci via acqua di una certa importanza esiste anche nei paesi nordeuropei, come Svezia e Finlandia, che possono utilizzare porti costruiti sulle rive di grandi laghi. La comunità europea ha recentemente aggiornato le sue leggi in materia di navigazione interna. 
Anche in altri paesi del mondo tuttavia esistono importantissime vie d'acqua interne. Negli Stati Uniti il Mississippi, con i porti fluviali di Saint Louis (Missouri), Memphis e New Orleans è sicuramente uno dei fiumi più famosi e sfruttati commercialmente. Altri fiumi da ricordare poi sono il Rio delle Amazzoni, il Nilo, il Volga (Canale Volga-Baltico), il Mekong, il Fiume Azzurro ed il Fiume Giallo.

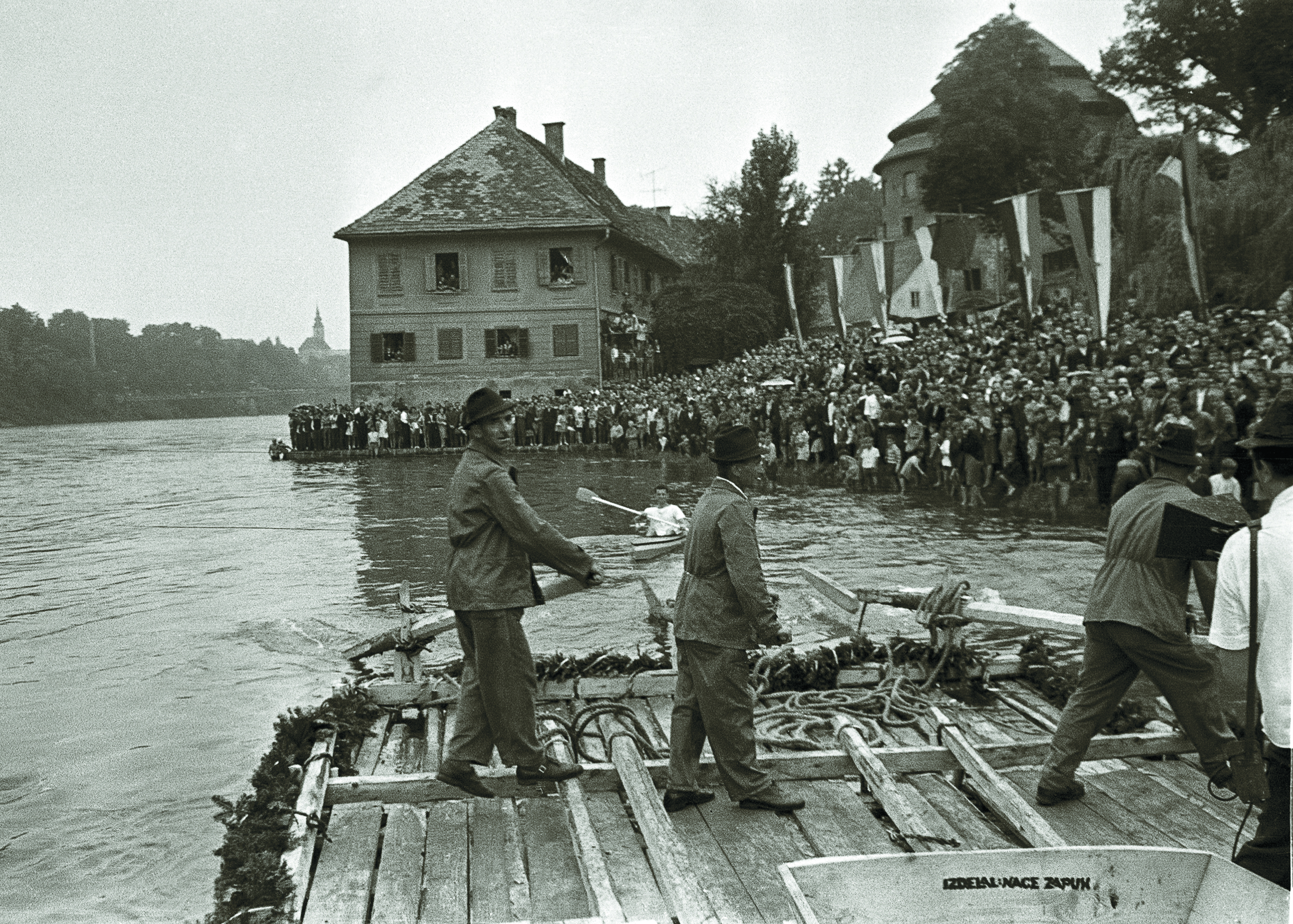
L'ultima zattera drava salpa da Maribor

## Vantaggi e svantaggi del trasporto fluviale
A favore giocano sicuramente molti fattori, come bassi costi per il trasporto, buona sicurezza per le merci, minor inquinamento ambientale, riduzione del traffico stradale e maggior sicurezza anche per i trasporti pericolosi.
Gli aspetti critici di tale modalità di trasporto stanno nel fatto che, su certi percorsi, rimane più conveniente il trasporto su gomma, che la velocità non è elevata (e quindi non è adatto alle merci deperibili), che spesso servono servizi integrati (battello e gomma o rotaia), che il maltempo influisce negativamente e che serve una distanza abbastanza elevata per rendere conveniente tale mezzo.

## Manifestazioni storiche

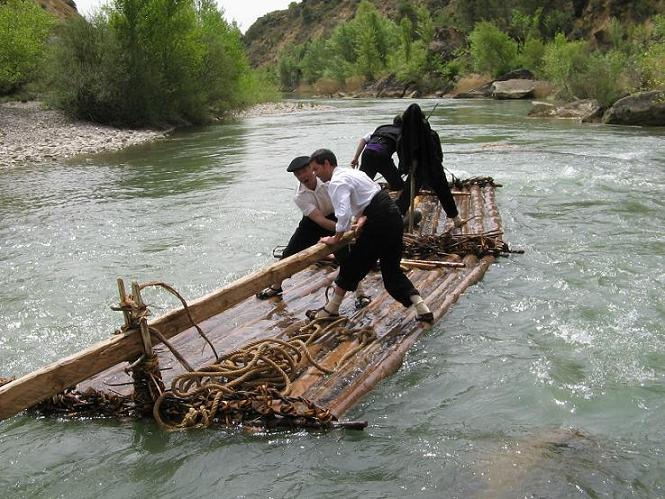
Manifestazione storica sul Río Gállego

In molte zone vicino a fiumi un tempo usati a scopo commerciale ed ora a volte dimenticati per questa funzione non di rado si svolgono manifestazioni storiche per ricordare quei momenti.

## Caratteristiche
Per avere il requisito di navigabilità devono essere rispettate diverse caratteristiche. Le vie d'acqua devono:
- essere abbastanza profonde da consentire il passaggio di navi, imbarcazioni e natanti di un definito pescaggio;
- essere abbastanza larghe da consentire il passaggio di navi, imbarcazioni e natanti di una definita larghezza massima;
- essere libere da impedimenti alla navigazione quali cascate e rapide, o avere un modo di aggirare tali ostacoli attraverso chiuse o ascensori;
- avere una corrente che consenta la navigazione.

Le vie d'acqua possono essere utilizzate a partire da piccole chiatte fluviali a trazione animale fino alle più grandi petroliere e navi da crociera.